# Келпіни (Вармінсько-Мазурське воєводство)
Келпіни (пол. Kiełpiny) — село в Польщі, у гміні Лідзбарк Дзялдовського повіту Вармінсько-Мазурського воєводства.
Населення — 404 особи (2011).
У 1975-1998 роках село належало до Цехановського воєводства.

## Демографія
Демографічна структура станом на 31 березня 2011 року:
|          | Загалом | Допрацездатний вік | Працездатний вік | Постпрацездатний вік |
| -------- | ------- | ------------------ | ---------------- | -------------------- |
| Чоловіки | 210     | 57                 | 135              | 18                   |
| Жінки    | 194     | 37                 | 112              | 45                   |
| Разом    | 404     | 94                 | 247              | 63                   |